# Роза Келнер
Минхен
Розина „Роза” Келнер (  рођ. Шимпфауер; Минхен, 21. јануар 1910 — Минхен, 13. децембар 1984) била је немачка атлетичарка, чија је специјалност била трка на 100 метара.

## Биографија
На Првенству Немачке 1927. освојила је бронзану медаљу у трци на 100 метара, а 1929. и 1931.
Била је члан немачке делегације на Олимпијским играма 1928. у Амстердаму, када су жене први пут учествовале у атлетским такмичењима на олимпијским играма. Такмичила се у дисциплинама трчања штафети 4 х 100 метара.
Штафета у саставу Роза Келнер, Лени Шмит, Ани Холдман и Хелене Јункер освојила је бронзану медаљу (49,0) иза победничке штафете Канаде која је резултатом 48,4 поставила светски и олимпијски рекорд и другопласиране штафете САД (48,8).
Минхенска спринтерка учествовала је и на 3. Светским играма за жене 1930. у Прагу. Иако је у [трка на 60 метара|трци на 60 метара] стигла шеста у финалу, она ја са штафетом 4 х 100 метара добила златну медаљу. Поред ње у штафети се биле и Луизе Холцнер, Агата Карер, и Лиза Гелијус.